# Dungeon ni Deai o Motomeru no wa Machigatteiru Darō ka
Dungeon ni Deai o Motomeru no wa Machigatteiru Darō ka (japanisch ダンジョンに出会いを求めるのは間違っているだろうか, Danjon ~, dt. „Ist es ein Fehler in einem Dungeon ein Treffen zu wünschen?“), kurz DanMachi (ダンまち), ist eine seit 2013 erscheinende Light-Novel-Reihe von Fujino Ōmori mit den Illustrationen von Suzuhito Yasuda, die auch als Manga- und 2015 ausgestrahlte Anime-Serie adaptiert wurde.
Daneben existiert noch das Spin-off Sword Oratoria (SO) mit einer Light-Novel-Reihe, sowie ebenfalls einer Manga- und Anime-Serie.

## Handlung
Vor langer Zeit stiegen die Götter aus dem Himmel in die irdische Welt hinab, wo sie Gefallen an den Sterblichen und deren Kultur fanden, sodass einige Götter anfingen unter diesen zu leben. Dabei entschieden diese sich, auf einen Teil ihrer Kräfte zu verzichten, so dass sie zur Gewährleistung ihres Lebenswandels Sterbliche um sich scharten, die Teil der Familia des Gottes werden, die wiederum auf bestimmte Tätigkeiten spezialisiert sind. Im Gegenzug erhalten diese Falna (神の恩恵, Faruna), den Segen des Gottes, was einem Erfahrungspunkte-System aus Rollenspielen entspricht, mit dem sich Fähigkeiten des Betroffenen abhängig von seiner erworbenen Erfahrung verbessern. Die Götter und deren Familia befinden sich in der Stadt Orario (オラリオ), dem einzigen Ort der Welt mit einem Dungeon unbekannter Herkunft, in dem Monster geboren werden. Deren Lebenskern ist wiederum ein magischer Stein, der für verschiedene Zwecke genutzt wird, sodass die Abenteurer einer Familia durch deren Verkauf an die Gilde ihren Lebensunterhalt bestreiten.
Einer dieser Abenteurer ist der 14-jährige Bell Cranell (ベル・クラネル, Beru Kuraneru), der das einzige Mitglied der Familia der Göttin Hestia ist. Seine Familie wurde von einem Monster getötet, sodass er als Abenteurer diese bekämpfen will, auch in der Hoffnung bei seinen Abenteuern Mädchen in Not zu retten. Als er sich eines Tages zu weit in das Dungeon vorwagt und in Lebensgefahr gerät, ist er es jedoch, der von einer der stärksten Abenteuerinnen, Aiz Wallenstein (アイズ・ヴァレンシュタイン, Aizu Varenshutain) aus der Loki-Familia, gerettet wird, in die er sich auf den ersten Blick verliebt und nun danach strebt ihr ebenbürtig zu werden. Seine Göttin, die selbst in ihn vernarrt ist, ist von seiner Verliebtheit nicht begeistert. Doch durch seine Zielstrebigkeit erwirbt Bell mit Learis Freese (憧憬一途, Riarisu Furēze) schnell eine besondere Fähigkeit, die ihm ein schnelles Wachstum gewährt. So kann er seine Kräfte in kurzer Zeit vervielfachen. Als einige Zeit später von einer anderen Göttin Monster freigelassen werden, um Hestia anzugreifen, gelingt es Bell mit seinen neuen Kräften seine Göttin zu verteidigen. Hestia schenkte ihm zuvor einen teuren, neuen Dolch, der seine Fähigkeiten unterstützt, um ihn auf seinem Weg stärker zu werden zu unterstützen. Später schließen sich ihm die Trägerin Liliruca „Lilly“ Arde (リリルカ・アーデ, Ririruka Āde) und der Schmied Welf Crozzo (ヴェルフ・クロッゾ, Verufu Kurozzo) an.

## Veröffentlichung

### Hauptreihe
Das Werk ist das Debütwerk des Autors Fujino Ōmori. Dieser reichte es 2012 unter dem Titel Familia Myth (ファミリア・ミィス, Famiria Miisu) zum Nachwuchspreis des Imprints GA Bunko ein, wo er unter 955 Einsendungen den Hauptpreis gewann und ihm vom veranstaltenden Verlag SB Creative angeboten wurde, das Werk zu verlegen. Die Buchreihe erhielt einen neuen Titel sowie Illustrationen von Suzuhito Yasuda. Der erste Band erschien am 15. Januar 2013. Bis heute erschienen 19 Bände:
1. 15. Januar 2013, ISBN 978-4-7973-7280-9
2. 15. Februar 2013, ISBN 978-4-7973-7307-3
3. 15. Mai 2013, ISBN 978-4-7973-7362-2 (normal), ISBN 978-4-7973-7360-8 (limitiert mit 48-seitigem Booklet mit einer Kurzgeschichte und Gastillustrationen)
4. 14. Dezember 2013, ISBN 978-4-7973-7514-5 (normal), ISBN 978-4-7973-7515-2 (limitiert mit 32-seitigem Booklet mit einer Kurzgeschichte)
5. 15. Mai 2014, ISBN 978-4-7973-7714-9
6. 15. November 2014, ISBN 978-4-7973-8058-3 (normal), ISBN 978-4-7973-8059-0 (limitiert mit 48-seitigem Booklet mit einer Kurzgeschichte und Gastillustrationen)
7. 15. April 2015, ISBN 978-4-7973-8311-9 (normal), ISBN 978-4-7973-8221-1 (limitiert mit Hörspiel)
8. 15. Juni 2015, ISBN 978-4-7973-8314-0 (normal), ISBN 978-4-7973-8313-3 (limitiert mit 4-seitigem Booklet mit einer Kurzgeschichte und Faltfigur)
9. 15. September 2015, ISBN 978-4-7973-8500-7
10. 14. Mai 2016, ISBN 978-4-7973-8677-6 (normal), ISBN 978-4-7973-8678-3 (limitiert mit 48-seitigem Booklet mit einer Kurzgeschichte und Gastillustrationen)
11. 15. Oktober 2016, ISBN 978-4-7973-8812-1 (normal), ISBN 978-4-7973-8813-8 (limitiert mit Hörspiel)
12. 25. Mai 2017, ISBN 978-4-7973-9280-7
13. 14. Februar 2018, ISBN 978-4-7973-9356-9
14. 15. Oktober 2018, ISBN 978-4-7973-9620-1
15. 14. Juni 2019, ISBN 978-4-7973-9622-5
16. 14. Oktober 2020, ISBN 978-4-8156-0756-2
17. 22. April 2021, ISBN 978-4-8156-0981-8
18. 24. Januar 2023, ISBN 978-4-8156-1371-6
19. 15. September 2023, ISBN 978-4-8156-1970-1

In den USA wurde der Roman von Yen Press lizenziert, die ihn seit Dezember 2014 unter dem Titel Is It Wrong to Try to Pick Up Girls in a Dungeon? veröffentlichen.
Die Reihe verkaufte sich bis März 2016 mehr als 4 Millionen Mal sowie bis März 2017 mehr als 7 Millionen Mal. Das Light-Novel-Ranking Kono Light Novel ga Sugoi! sah die Serie 2014 als beste Neuerscheinung des Jahres sowie auf Platz 4 der allgemeinen Rangliste. 2016 erhielt sie den Sugoi Japan Award in der Kategorie Light Novel und nahm ebenfalls Platz 1 beim Buchhändlerpreis Ranobe Suki Shoten Taishō ein.

### Sword Oratoria
Neben der Hauptreihe erscheint mit Dungeon ni Deai o Motomeru no wa Machigatteiru Darō ka Gaiden: Sword Oratoria (ダンジョンに出会いを求めるのは間違っているだろうか 外伝 ソード・オラトリア, Danjon ni Deai o Motomeru no wa Machigatteiru Darō ka Gaiden: Sōdo Oratoria) seit dem 15. Januar 2014 eine weitere Reihe von Nebengeschichten (gaiden), die die Abenteuer der Figur Aiz Wallenstein in den Vordergrund stellt. Die Illustrationen wurden hier durch Kiyotaka Haimura angefertigt und bisher wurden 14 Bände verlegt:
1. 15. Januar 2014, ISBN 978-4-7973-7553-4 (normal), ISBN 978-4-7973-7554-1 (limitiert mit Booklet)
2. 13. Juni 2014, ISBN 978-4-7973-7716-3
3. 15. Dezember 2014, ISBN 978-4-7973-8203-7 (normal), ISBN 978-4-7973-8150-4 (limitiert mit 48-seitigem Booklet mit einer Kurzgeschichte)
4. 15. Mai 2015, ISBN 978-4-7973-8312-6
5. 15. Oktober 2015, ISBN 978-4-7973-8508-3
6. 15. Juni 2016, ISBN 978-4-7973-8846-6
7. 15. Dezember 2016, ISBN 978-4-7973-8934-0 (normal), ISBN 978-4-7973-8935-7 (limitiert mit 48-seitigem Booklet mit einer Kurzgeschichte und Gastillustrationen)
8. 15. April 2017, ISBN 978-4-7973-9234-0 (normal), ISBN 978-4-7973-9042-1 (limitiert mit Hörspiel)
9. 15. Juni 2017, ISBN 978-4-7973-9281-4
10. 15. Mai 2018, ISBN 978-4-7973-9460-3
11. 15. Januar 2019, ISBN 978-4-7973-9460-3
12. 12. Juli 2019, ISBN 978-4-8156-0264-2
13. 15. Februar 2023, ISBN 978-4-8156-0982-5
14. 15. März 2023, ISBN 978-4-8156-1434-8

Diese Nebenreihe wurde ebenfalls unter dem Titel Is It Wrong to Try to Pick Up Girls in a Dungeon? Sword Oratoria von Yen Press lizenziert.

### Familia Chronicle
Als drittes Spin-off erschien 2017 Dungeon ni Deai o Motomeru no wa Machigatteiru Darō ka Familia Chronicle: Episode of Ryu (ダンジョンに出会いを求めるのは間違っているだろうか ファミリアクロニクル ｅｐｉｓｏｄｅリュー, Danjon ni deai o motomeru nowa machigatte iru daroka famiria kuronikuru : Episodo ryu). Hier wurden bisher zwei Nebengeschichten über Lyu und die anderen Maids von The Benevolent Mistress veröffentlicht.
1. 15. März 2017, ISBN 978-4-7973-9080-3

Auch hier lizenzierte Yen Press die Light Novel unter dem Titel Is It Wrong to Try to Pick Up Girls in a Dungeon? Familia Chronicle.

## Adaptionen

### Manga
Basierend auf den Romanen entstanden vier Manga-Reihen, die durch Square Enix verlegt werden.
Dungeon ni Deai o Motomeru no wa Machigatteiru Darō ka gezeichnet von Kunieda adaptiert die Hauptreihe und erscheint seit dem 2. August 2013 (Ausgabe 16/2013) im Manga-Magazin Young Gangan. Die Kapitel wurden auch in bisher 15 Sammelbänden zusammengefasst. Eine Manga-Adaption von Kunieda erschien von 2013 bis 2018 und wird seit Dezember 2019 von Taisei Yamachi fortgesetzt.
Auf Deutsch erscheint der Manga unter dem Titel Is it Wrong to Try to Pick Up Girls in a Dungeon? seit September 2017 bei Kazé Manga in bisher zehn Bänden. Der Manga wurde in den USA von Yen Press lizenziert, wo er seit Mai 2015 ebenfalls als Is It Wrong to Try to Pick Up Girls in a Dungeon? erscheint.
Von Takashi Yagi stammt eine Umsetzung der Nebenreihe Dungeon ni Deai o Motomeru no wa Machigatteiru Darō ka Gaiden: Sword Oratoria unter dem gleichen Namen und erscheint seit dem 22. Mai 2014 (Ausgabe 6/2014) im Magazin Gangan Joker, sowie bisher 27 Sammelbänden.
Daneben erscheinen noch zwei parodistische Interpretationen als Comicstrip (Yonkoma): Dungeon ni Deai o Motomeru no wa Machigatteiru Darō ka 4-koma (Kamisama no Nichijō) (ダンジョンに出会いを求めるのは間違っているだろうか4コマ【神様の日常】, dt. „~ 4-koma (Der Alltag der Göttin)“) von Masaya Takamura seit dem 14. August 2014 im Web-Manga-Magazin Gangan Online, sowie DanMachi 4-koma: Somosomo Dungeon ni Meguru no ga Machigai Dewanai Darō ka (ダンまち4コマ そもそもダンジョンにもぐるのが間違いではないだろうか, dt. „War es nicht von Anfang an ein Fehler das Dungeon zu betreten?“) von Choboraunyopomi seit dem 21. November 2014 (Ausgabe 22/2014) in der Young Gangan. Von beiden erschien bisher ein Sammelband.

### Anime
Das Animationsstudio J.C.Staff adaptiert die ersten fünf Bände der Romanreihe als Anime-Serie Dungeon ni Deai o Motomeru no wa Machigatteiru Darō ka mit dem Untertitel Familia Myth unter der Regie von Yoshiki Yamakawa, mit dem Character Design von Shigeki Kimoto. Die 13-teilige Serie wurde vom 4. April bis 27. Juni 2015 nach Mitternacht (und damit am vorigen Fernsehtag) auf Tokyo MX erstausgestrahlt werden, sowie mit bis zu einigen Tagen Versatz auch auf KBS Kyōto, TV Aichi, AT-X, BS11 und Sun TV. Eine englisch untertitelte Fassung wird gleichzeitig als Simulcast auf Crunchyroll in Nordamerika, Australien, Neuseeland, dem Vereinigten Königreich, Irland, Südafrika und dem Nahen Osten als Is It Wrong to Try and Pick Up Girls in a Dungeon? gestreamt. Mit deutschen Untertitel war er bei Viewster verfügbar.
Der Publisher Anime House gab am 23. Juni 2014 bekannt, dass er sich die deutsche Lizenz an dem Anime gesichert hat und veröffentlichte sie auf vier DVDs/Blu-rays zwischen dem 24. März und 29. Juli 2016 unter dem Titel DanMachi – Is It Wrong to Try to Pick Up Girls in a Dungeon?. RTL II You streamte diese Fassung ab dem 28. August 2016.
Eine zweite Staffel mit zwölf Episoden lief vom 13. Juli bis 28. September 2019 im japanischen Fernsehen. Eine dritte Staffel wurde vom 3. Oktober bis 19. Dezember 2020 gezeigt und umfasst ebenfalls zwölf Folgen. Eine vierte Staffel, aufgeteilt in zwei Parts, wurde vom 23. Juli bis 1. Oktober 2022 sowie vom 7. Januar bis 18. März 2023 gezeigt. Sie umfasst 22 Episoden. Vom 5. Oktober 2024 bis 7. März folgte eine fünfte Staffel mit 15 Episoden.
siehe auch: Dungeon ni Deai o Motomeru no wa Machigatteiru Darō ka/Episodenliste

#### OVA-Film
Am 21. Februar 2016 wurde die Produktion einer Original Video Animation bekanntgegeben, sowie am 6. März 2016 die Adaption des Spin-offs Sword Oratoria (SO) als Anime-Serie anlässlich des 10-jährigen Jubiläums des Light-Novel-Imprints.

#### Sword Oratoria (Spin-off-Serie)
Im März 2016 wurde bekanntgegeben, dass auch das Spin-off Sword Oratoria (SO) als Anime-Serie verfilmt werden soll. Dies geschieht im Rahmen als zehntes Projekt im Rahmen des 10-jährigen Jubiläums des Imprints GA Bunko. Animiert wird diese ebenfalls von J.C.Staff, allerdings unter der Regie von Yōhei Suzuki. Sie wurde unter dem Titel Sword Oratoria: Dungeon ni Deai o Motomeru no wa Machigatteiru Darō ka Gaiden (ソード・オラトリア ダンジョンに出会いを求めるのは間違っているだろうか外伝, Sōdo Oratoria: Danjon ni Deai o Motomeru no wa Machigatteiru Darō ka Gaiden) mit 12 Folgen vom 15. April bis 2. Juli 2017 kurz nach Mitternacht (und damit am vorigen Fernsehtag) auf Tokyo MX, KBS Kyoto, Sun TV und BS11 gleichzeitig ausgestrahlt, jeweils Stunden später zudem auf AT-X, sowie je am Folgetag auch auf TV Aichi.
Der Publisher Anime House gab am 12. April 2017 bekannt, dass die Anime-Adaption in Deutschland lizenziert wurde und streamt sie seit dem 30. April 2017 unter dem Titel DanMachi: Sword Oratoria auf Anime on Demand, dabei ab Folge 4 als Simulcast.

#### Film
Ein Film mit dem Titel Dungeon ni Deai o Motomeru no wa Machigatteiru Darō ka – Orion no Ya (劇場版 ダンジョンに出会いを求めるのは間違っているだろうか -オリオンの矢- englisch DanMachi – Arrow of the Orion [AoO]) kam am 15. Februar 2019 in die japanischen Kinos.

#### Synchronisation
Die Synchronisation der ersten Staffel der Animefernsehserie (2015) fand beim Kölnsynchron in Köln statt. Daniel Käser übernahm hierfür die Dialogregie und Timo R. Schouren schrieb den Dialogbuch. Der DanMachi-OVA-Film (2016), die Spin-off-Serie Sword Oratoria (2017), den Film DanMachi: Arrow of the Orion (2019) und die zweite Staffel der Serie (2019) wurden bei LAB SIX sound & media solutions in Heilbronn synchronisiert. Die Dialogregie übernahm allesamt – 2016 bis 2019 – Antonio F. Lopes. Während Timo R. Schouren das Dialogbuch zum OVA-Film (2016) und zur Serie (2017) schrieb, war Stefanie Holzer für das Dialogbuch der zweiten Staffel (2019) verantwortlich. Das Dialogbuch des Films (2019) war ein gemeinsames Werk der beiden Dialogbuchautoren. Die Synchronisation zum vierten Staffel wurde beim HNYWOOD GmbH in Heilbronn durchgeführt.
| Name                  | japanischer Sprecher (Seiyū) | deutscher Sprecher   | deutscher Sprecher   | deutscher Sprecher    | deutscher Sprecher   | deutscher Sprecher   | deutscher Sprecher | deutscher Sprecher |
| Name                  | japanischer Sprecher (Seiyū) | Staffel 1. (2015)    | OVA-Film (2016)      | Sword Oratoria (2017) | Film (2019)          | Staffel 2. (2019)    | Staffel 3. (2020)  | Staffel 4. (2022)  |
| --------------------- | ---------------------------- | -------------------- | -------------------- | --------------------- | -------------------- | -------------------- | ------------------ | ------------------ |
| Bell Cranell          | Yoshitsugu Matsuoka          | Patrick Keller       | Sam Bauer            | Sam Bauer             | Maximilian Belle     | Maximilian Belle     | k. A.              | Maximilian Belle   |
| Hestia                | Inori Minase                 | Katrin Heß           | Christiane Werk      | Christiane Werk       | Christiane Werk      | Christiane Werk      | k. A.              | Christiane Werk    |
| Aiz Wallenstein       | Saori Ōnishi                 | Signe Zurmühlen      | Carolin Sophie Göbel | Carolin Sophie Göbel  | Carolin Sophie Göbel | Carolin Sophie Göbel | k. A.              | k. A.              |
| Liliruca „Lilly“ Arde | Maaya Uchida                 | Lilian Zahn          | Jana Dunja Gries     | Jana Dunja Gries      | Dagmar Bittner       | Dagmar Bittner       | k. A.              | Dagmar Bittner     |
| Welf Crozzo           | Yoshimasa Hosoya             | Sebastian Schulz     | Alexis Schvarzman    | k. A.                 | Alexis Schvarzman    | Alexis Schvarzman    | k. A.              | Alexis Schvarzman  |
| Eina Tulle            | Haruka Tomatsu               | Corinna Dorenkamp    | k. A.                | Corinna Dorenkamp     | Corinna Dorenkamp    | k. A.                | k. A.              |                    |
| Syr Flova             | Shizuka Ishigami             | Ela Paul             | k. A.                | k. A.                 | k. A.                | k. A.                | k. A.              | Sara Wegner        |
| Ryū Lion              | Saori Hayami                 | Demet Fey            | Demet Fey            | k. A.                 | k. A.                | k. A.                | k. A.              | Demet Fey          |
| Anya Fromel           | Asuka Nishi                  | Jana Dunja Gries     | k. A.                | k. A.                 | k. A.                | k. A.                | k. A.              | k. A.              |
| Mia Grand             | Yuka Keichō                  | Petra Konradi        | k. A.                | k. A.                 | k. A.                | k. A.                | k. A.              | k. A.              |
| Finn Deimme           | Mutsumi Tamura               | Esther Brandt        | k. A.                | Esther Brandt         | k. A.                | Esther Brandt        | k. A.              | k. A.              |
| Riveria Ljos Alf      | Risa Taneda                  | Jenny Laura Bischoff | k. A.                | Jenny Laura Bischoff  | k. A.                | k. A.                | k. A.              | k. A.              |
| Bete Loga             | Nobuhiko Okamoto             | Daniel Käser         | k. A.                | Sven-Marcel Voss      | k. A.                | Sven-Marcel Voss     | k. A.              | k. A.              |
| Loki                  | Yurika Kubo                  | Jana Schölermann     | Jana Schölermann     | Jana Schölermann      | Jana Schölermann     | Jana Schölermann     | k. A.              | k. A.              |
| Freya                 | Yōko Hikasa                  | Dina Kürten          | k. A.                | Viola Müller          | k. A.                | k. A.                | k. A.              | k. A.              |
| Hephaistos            | Yuka Terasaki                | Milena Karas         | k. A.                | k. A.                 | k. A.                | Katja Liebing        | k. A.              | k. A.              |
| Ganesha               | Satoshi Tsuchida             | Mathias Kiel         | k. A.                | Mathias Kiel          | k. A.                | Mathias Kiel         | k. A.              | k. A.              |

#### Musik
Die Serienmusik stammt von Keiji Inai. Als Vorspanntitel kommt Hey World gesungen von Yuka Iguchi und im Abspann Right Light Rise gesungen von Kanon Wakeshima.